# Punta de la Sinyora
La Punta de la Sinyora és una muntanya de 746 metres que es troba al municipi de Juncosa, a la comarca catalana de les Garrigues.